# Nanine Paris
Nanine Elisabeth Paris Chevé, född 25 maj 1800 i Quimper i Frankrike, död 28 juni 1868, var en fransk musikteoretiker och författare. Tillsammans med sin man Émile-Joseph-Maurice Chevé och bror Aimé Paris utvecklade hon ett notsystem känt som Galin-Paris-Chevé-systemet, som också kallas Time-Names System.

## Biografi
Nanine föddes 1800 i Quimper i Frankrike. Hon var dotter till Amant Paris och Corentine Charlotte Vacherot. Paris visade intresse för Pierre Galins musikaliska idéer och kom att arbeta med de praktiska aspekterna av Pierre Galins musikaliska idéer. Med hjälp av sin bror Aimé Paris gjorde hon om Pierre Galins musikaliska teorier till ett mer praktiskt system. Genom att lära ut rytmnotation med användning av tidvärde-system.
1839 gifte hon sig med den franske musikteoretikern och musikläraren Émile-Joseph-Maurice Chevé, som var elev till Aimé Paris.
Ett notsystem, känt som Galin-Paris-Chevé-metoden, utvecklades tillsammans med maken och brodern. Hon publicerade senare, i samarbete med sin make, två viktiga musikaliska verk, Méthode élémentaire de musique vocale (1844) och Méthode élémentaire d'harmonie i två delar (1845 och 1846).
Hon avled 1868 i Bois-Colombes i Paris.